# Gigantochloa levis
Gigantochloa levis är en gräsart som först beskrevs av Francisco Manuel Blanco, och fick sitt nu gällande namn av Elmer Drew Merrill. Gigantochloa levis ingår i släktet Gigantochloa och familjen gräs. Inga underarter finns listade i Catalogue of Life.